# 汉霸二王城
汉霸二王城位于河南省荥阳市广武镇，为秦末楚汉战争时期的军事城池遗址，由汉王城和霸王城组成。2013年5月被中华人民共和国国务院公布为第七批全国重点文物保护单位。

## 历史
秦朝末年，刘邦和项羽在此处的鸿沟（又称广武涧）东西两侧分别临涧筑城，涧西为刘邦所筑，即汉王城，涧东为项羽所筑，即霸王城。两军以鸿沟为界，相持经年，鸿沟此后成为中国象棋中“楚河汉界”的来源。

## 现存城址
汉霸二王城北濒黄河，由于黄河水长期冲刷，致使两城的全部北城墙及城内大部均已沦入黄河中。据1980年实测，残存汉王城城墙东西长约530米，南北长190米，霸王城城墙东西长400米，南北长340米。2003年11月起，残存的汉王城城墙由于黄河水的侵蚀开始坍塌，一度面临全部塌入黄河的危险。2004年起，为保护汉霸二王城，在此处的黄河边修筑了调水坝，使汉霸二王城免受河水冲刷的威胁。据2009年实测，两城已仅剩下南城墙。其中，汉王城南城墙残存东西长约460米，霸王城南城墙残存东西长约260米。
汉霸二王城没有进行过考古挖掘，但从城内外采集到较多遗物残片，多为绳纹板瓦、筒瓦片、陶盆等陶器和铜簇、铜矛、铜戈等铜兵器。汉王城西侧还有张良城，残存约90余米长的城墙，其余已塌入黄河。